# Le Corbusier
Le Corbusier (6 tháng 10 năm 1887 – 27 tháng 8 năm 1965) là một kiến trúc sư người Thụy Sĩ và Pháp nổi tiếng thế giới. Ông là một trong những người đặt nền móng cho sự phát triển của trào lưu Kiến trúc hiện đại của thế kỉ 20, cùng với Ludwig Mies van der Rohe, Walter Gropius và Theo van Doesburg. Ông là tác giả của hệ thống Modulor nổi tiếng. Ông còn là nhà quy hoạch đô thị, họa sĩ, nhà văn và thiết kế đồ nội thất. Để kỷ niệm, hình ông in lên tờ 10 franc của Thụy Sĩ và tên ông được đặt tên đường ở nhiều quốc gia.

## Tiểu sử
Le Corbusier có tên trên khai sinh là Charles-Edouard Jeanneret, sinh tại một thị trấn nhỏ tại Neuchâtel ở vùng phía bắc của Thụy Sĩ, giáp giới với nước Pháp. Thời trẻ, Le Corbusier theo học tại trường thủ công mỹ nghệ tại địa phương, dưới sự hướng dẫn của Charles L'Éplattenier người đã từng du học tại Budapest và Paris, các trung tâm nghệ thuật thời bấy giờ. Thời điểm đó, Le Corbusier đã bộc lộ rõ hứng thú nghiên cứu về cấu trúc hình học của các đối tượng cũng như việc ứng dụng kĩ thuật vào nghệ thuật.
Công trình đầu tiên của ông là biệt thự Fallet, biệt thự Schowb, biệt thự Jeanneret ở vùng núi La Chaux de Fonds đã thể hiện những giải pháp sáng tạo ở việc xử lý các chi tiết kỹ thuật. Những công trình đã sử dụng tài tình những ngôn ngữ của kiến trúc bản địa vùng núi Alps. Các công trình này dần dần đã thể hiện bước tiến trong tư duy về không gian kiến trúc với việc đơn giản hóa hình khối của trong kiến trúc.
Ham muốn khám phá đã thúc đẩy Le Corbusier rời quê nhà đi du lịch vòng quanh châu Âu. Năm 1907, Le Corbusier đến Paris và làm việc cho kiến trúc sư Auguste Perret, bậc thầy về sử dụng bê tông của kiến trúc Pháp giai đoạn đó. Từ tháng 10 năm 1910 đến tháng 3 năm 1911, Le Corbusier làm việc cho văn phòng của kiến trúc sư Peter Behrens, nhà tiên phong của kiến trúc hiện đại ở Đức ở Berlin. Tại đây ông đã gặp kiến trúc sư trẻ Ludwig Mies van der Rohe. Những sự kiện này đã có ảnh hưởng rõ rệt trong sự nghiệp của ông sau này. Vào cuối năm 1911, Le Corbusier đi du lịch các nước vùng Balkans, Hy Lạp, Thổ Nhĩ Kỳ. Ông đã ký họa rất nhiều những gì ông nhìn thấy trong chuyến du lịch của mình, bao gồm những công trình nổi tiếng như đền Parthenon ở khu Acropolis (Athena, Hy Lạp). Những công trình mà sau này ông tán dương trong tác phẩm "Hướng về một nền kiến trúc" (Vers une architecture) viết năm 1923.

## Khởi đầu sự nghiệp
Trong Chiến tranh thế giới lần thứ nhất, Le Corbusier giảng dạy tại trường học cũ của ông tại La-Chaux-de-Fonds. Trong thời kì này, ông tiến hành các nghiên cứu về lý thuyết kiến trúc với kỹ thuật hiện đại. Một trong số đó là hệ thống nhà Dom-ino trong giai đoạn 1914-1915 với hy vọng đáp ứng cho việc xây dựng công nghiệp sau chiến tranh. Đồ án này đề xuất một hệ thống sàn bê tông lắp ghép với các cột xung quanh, với các nút giao thông đứng được bố trí bên cạnh. Đây là một hệ thống không gian mở và linh hoạt. Đồ án này trở thành nền tảng cho hầu hết các công trình của ông trong vòng 10 năm sau đó. Sau khi chiến tranh kết thúc, ông quay lại Paris, cộng tác với người em họ là Pierre Jeanneret (1896-1967) mở một hãng thiết kế hoạt động đến năm 1940.

## Một số công trình nổi tiếng

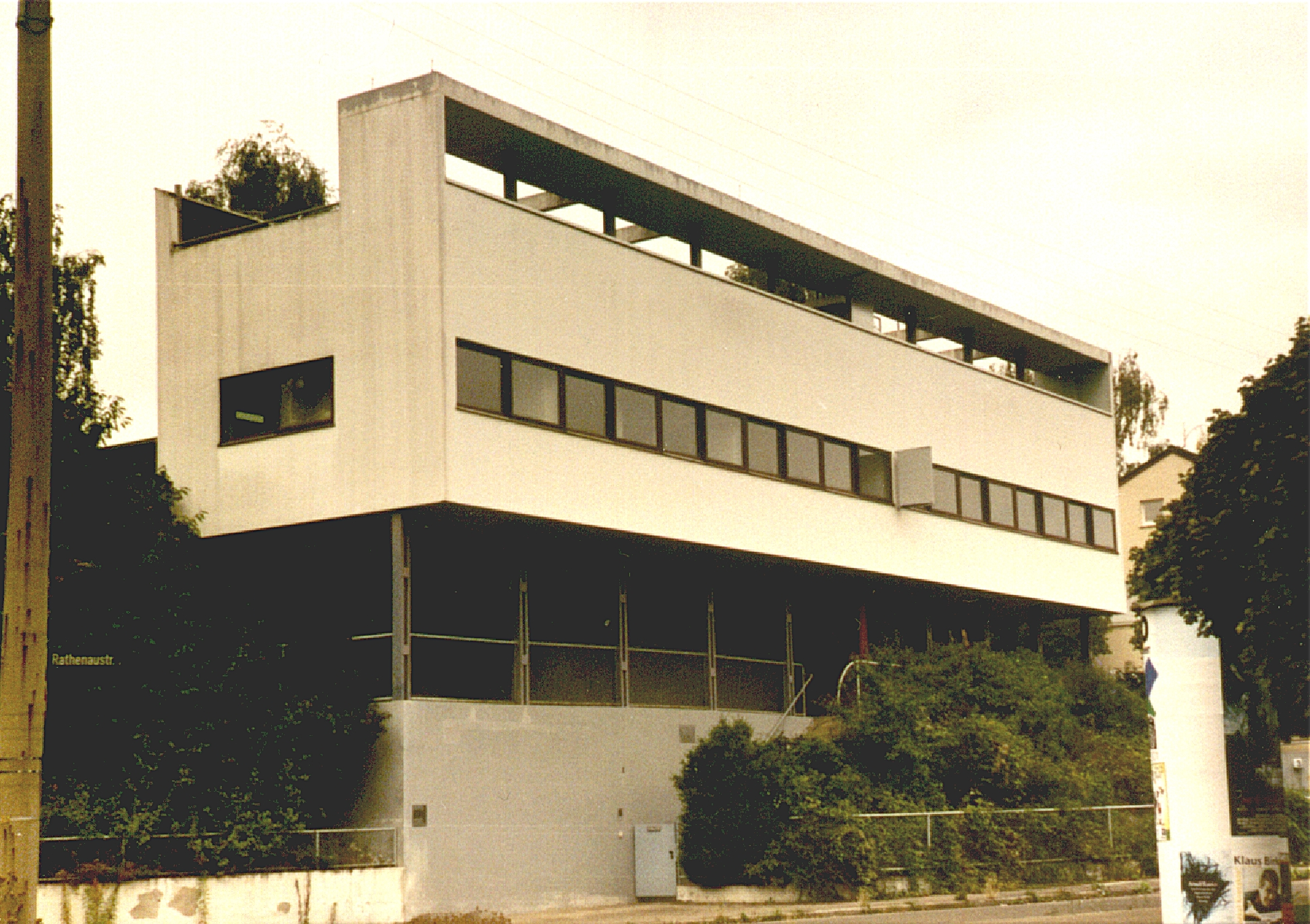
Biệt thự ở Weissenhof

- 1905 - Biệt thự Fallet, La Chaux-de-Fonds, Thụy Sĩ
- 1912 - Biệt thự Jeanneret, La Chaux-de-Fonds, Thụy Sĩ
- 1916 - Biệt thự Schwob, La Chaux-de-Fonds, Thụy Sĩ
- 1923 - Biệt thự LaRoche/Biệt thự Jeanneret, Paris, Pháp
- 1924 - Gian triển lãm Tư tưởng mới (Pavillon de L'Esprit Nouveau) tại Triển lãm Thế giới, Paris, Pháp (đã bị phá hủy)
- 1924 - Quận Modernes Frugès, Pessac, Pháp
- 1926 - Biệt thự Cook, Boulogne-sur-Seine, Pháp
- 1927 - Biệt thự Weissenhof Siedlung, Stuttgart, Đức
- 1928 - Biệt thự Savoye, Poissy-sur-Seine, Pháp
- 1929 - Nhà chúa Cứu thế (Armée du Salut) khu tị nạn, Paris, Pháp
- 1930 - Tòa nhà Thụy Sĩ, Thành phố đại học, Paris, Pháp
- 1933 - Tòa nhà chính phủ Tsentrosoyuz, Moskva, Liên Xô
- 1938 - Nhà chọc trời "Cartesian"
- 1947 - 1952 - Đơn vị ở lớn Marseille (Unité d'Habitation), Marseille, Pháp
- 1949 - Nhà máy Claude và Duval, Saint-Dié-des-Vosges, Pháp
- 1950 - 1955 - Nhà thờ Notre Dame du Haut, Ronchamp, Pháp
- 1951 - Nhà nghỉ Le Corbusier, Roquebrune-Cap-Martin
- 1951 - Tòa nhà Jaoul, Neuilly-sur-Seine, Pháp
- 1952 - 1959 - Khu nhà chính phủ ở Chandigarh, Ấn Độ
  - 1952 - Toà án tối cao
  - 1952 - Bảo tàng nghệ thuật
  - 1953 - Văn phòng tổng trưởng
  - 1953 - Câu lạc bộ Hải dương
  - 1955 - Quốc hội
  - 1959 - Trường nghệ thuật
- 1953 - Toàn nhà Bresil, Thành phố Đại học, Paris, Pháp
- 1956 - Đơn vị ở lớn Briey và Forêt, Briey en Forêt, Pháp
- 1957 - 1960 - Sainte Marie de La Tourette, gần Lyon, Pháp
- 1957 - Đơn vị ở lớn ở Berlin-Charlottenburg, Heilsbergen Dreieck 143, Berlin, Đức
- 1958 - Pavillon Philips, Brussels, Bỉ (đã bị phá hủy)
- 1960 - Unité d'Habitation de Firminy, Firminy, Pháp
- 1961 - Trung tâm Nghệ thuật Thị giác, Đại học Harvard, Cambridge, Massachusetts, Mỹ

## Ý tưởng

### Năm nguyên tắc thiết kế
Biệt thự Savoye đã tập hợp năm nguyên tắc thiết kế kiến trúc mà ông nêu ra trông tạp chí L'Esprit Nouveau và cuốn sách Vers une architecture:
- Nhà trên cột, giải phóng không gian tầng một
- Vườn trên mái
- Mặt bằng tự do
- Cửa sổ băng ngang
- Mặt đứng tự do

### Hệ Modulor
Đây là một hệ tỉ lệ trong kiến trúc được Le Corbusier giới thiệu lần đầu vào năm 1948 và ứng dụng lần đầu tiên trong Đơn vị ở lớn Marseille. Hệ tỉ lệ này, được xây dựng trên tỉ lệ vàng truyền thống của kiến trúc châu Âu cổ đại được Le Corbusier kết hợp với các số đo của nhân trắc học con người nhằm mục đích phù hợp với các thiết kế kiến trúc cũng như đạt được vẻ đẹp hài hòa với tự nhiên. Theo Le Corbusier:
"Tự nhiên là toán học, tất cả các tuyệt tác của nghệ thuật đều hài hòa với tự nhiên, những tác phẩm đó thể hiện những quy luật của tự nhiên và phục vụ những quy luật đó".
Hệ Modulor có hai chỉ bậc là dãy xanh và dãy đỏ theo quy luật của Dãy Fibonacci dựa trên các số đo hình thể. Dãy đỏ bắt đầu với đơn vị chuẩn là 1,13 m bằng 1M và dãy xanh với đơn vị chuẩn là 2,26 m tức 2M.
| Chuỗi Đỏ   | Chuỗi Đỏ    | Chuỗi Xanh | Chuỗi Xanh  |
| Đơn vị mét | Đơn vị inch | Đơn vị mét | Đơn vị inch |
| 4,79       | 116"1/1     | 9,57       | 233"        |
| 2,96       | 72"         | 5,92       | 144"        |
| 1,83       | 44"1/2      | 3,66       | 89"         |
| 1,13       | 27"1/2      | 2,26       | 55"         |
| 0,70       | 17"         | 1,40       | 34"         |
| 0,43       | 10"1/2      | 0,86       | 21"         |
| 0,26       | 6"1/2       | 0,53       | 13"         |

## Quy hoạch đô thị
Le Courbusier ngoài việc xây dựng một nền kiến trúc mới chống lại phái hàn lâm kinh viện, đã coi quy hoạch đô thị là một công việc có tầm quan trọng chiến lược, sống còn đối với văn minh nhân loại. Ông coi "quy hoạch đô thị là chìa khoá" để giải quyết mọi vấn đề kiến trúc xây dựng. Le Courbusier là tác giả của các phương án thành phố ba triệu dân, phương án cải tạo trung tâm Paris và nhiều phương án quy hoạch các đô thị nhiều nước trên thế giới.
Mô hình thành phố ba triệu dân được Le Courbusier đưa ra vào năm 1922. Ông phê phán kiểu xây dựng hỗn loạn vô chính phủ hiện tại, muốn thực hiện một cách xây dựng có quy luật, có trật tự, chủ trương xây dựng hàng loạt, xây dựng công nghiệp hoá. Mô hình này được thử nghiệm tại Paris, áp dụng khái niệm về mối quạn hệ giữa công trình và môi trường. Mô hình chú trọng đến quan hệ hợp lý giữa giao thông với khu sản xuất, khu nhà ở.
Mô hình Thành phố ba triệu dân có dạng một hình chữ nhật lớn, có những trục giao thông chính và phụ đan nhau 90° hoặc 45°. Ở giữa trung tâm thành phố rộng lớn 350 ha là khu vực làm việc, dịch vụ với 24 nhà chọc trời cao 66 tầng, mỗi nhà cho 3000 dân, đặt cách nhau 150 mét. Mật độ cư trú là 300 người/ha, mật độ xây dựng 5%. Bao quanh khu nhà này là khu ở đầy cây xanh dành cho 400-600 nghìn người với các nhà cao tầng kiểu. Ngoài cùng là khu ở kiểu sân vườn với hai triệu dân. Các khu công nghiệp, các thị trấn-vườn được đặt ở ngoại vi. Giao thông được phân cấp, tách rời giữa đường đi bộ và đường cho xe cơ giới., có bảy loại đường giao thông để giảm khoảng cách đi lại tối thiểu. Thành phố có hai trục giao thông chính thẳng góc với nhau tạo thành hai trục quy hoạch cắt nhau ở trung tâm đô thị, mỗi trục rộng 180 mét. Nhà ga chính đặt ở trung tâm với hệ thống giao thông cả trên và dưới mặt đất.

## Thiết kế đồ gia dụng
Le Corbusier bắt đầu thiết kế đồ nội thất từ năm 1928 sau khi mời kiến trúc sư Charlotte Perriand tham dự vào xưởng thiết kế của ông. Người anh em họ của ông là Jeanneret cũng cộng tác trong nhiều thiết kế.

## Ảnh hưởng của Le Corbusier
Tư tưởng về kiến trúc của Le Corbusier có ảnh hưởng đến nhiều kiến trúc sư Hiện đại sau này như Richard Meier, Ando Tadao, Mario Botta...